# Çiğdemli, Ereğli
Çiğdemli là một xã thuộc huyện Ereğli, tỉnh Zonguldak, Thổ Nhĩ Kỳ. Dân số thời điểm năm 2011 là 1236 người.